# I Want to Break Free
„I Want to Break Free“ je píseň anglické skupiny Queen, jejímž autorem je baskytarista John Deacon. Vydána byla v roce 1984 na albu The Works a zároveň jako singl, na jehož druhé straně se nacházela píseň „Machines (or Back to Humans)“. V hitparádě UK Singles Chart se singl umístil na třetí příčce, v americké Billboard Hot 100 na 45. K písni byl rovněž natočen videoklip, jehož režisérem byl David Mallet. Klip je imitací televizního seriálu Coronation Street. Při koncertu The Freddie Mercury Tribute Concert v roce 1992 zahráli zbylí členové skupiny Queen píseň spolu se zpěvačkou Lisou Stansfield.

## Zajímavost
Videoklip, který byl natočený k písni (k dispozici na YouTube ) je známý díky extravagantním vystupováním skupiny v úvodních okamžicích videa. Skupina je převlečena za ženy a slečny. Klip má imitovat TV seriál Coronation Street.
- Freddie Mercury: přichází s vysavačem a pochoduje po schodech
- Brian May: dáma s natáčkami
- John Deacon: šedivá paní, sedí na gauči, čte si noviny
- Roger Taylor: alias. "Rogerina". Dívka ve školní uniformě. ("nejslavnější" převlek v nahrávce)